# Pierre Pardoën
Pierre Pardoën, né le 8 août 1930 à Amiens et mort le 17 juin 2019 dans la même ville, est un coureur cycliste français. Il est professionnel de 1952 à 1959.
Sur le Tour de France 1956, il est coureur de l'équipe « Nord-Est - Centre », comme le vainqueur Roger Walkowiak. Il se classe second de la 2e étape et est alors second au classement général.
Après sa carrière de cycliste, il fut carrossier et maire de 1989 à 2001 de Belloy-sur-Somme, commune où il est mort.

## Palmarès
- 1952
  - 1re étape du Tour de l'Oise
  - 3e du Tour de l'Oise
- 1953
  - 3e du Grand Prix de Fourmies
  - 3e du Tour de l'Oise
- 1955
  - Grand Prix de Fourmies
  - 2e étape du Tour de l'Ouest
- 1956
  - Grand Prix de Saint-Omer
  - 2e du Roubaix-Cassel-Roubaix[5]
  - 2e du Grand Prix de Fourmies
- 1957
  - 2e du Tour de Corrèze
  - 2e de la Poly Nordiste

## Résultats sur le Tour de France
2 participations
- 1952 : 55e[6]
- 1956 : hors-délai (4eb étape à Angers)